# Jan Beuming
Johannes Gerardus (Jan) Beuming (Amsterdam, 1 januari 1888 – aldaar, 26 juni 1967) was een Nederlands biljarter. Hij nam tussen de seizoenen 1934–1935 en 1937–1938 drie keer deel aan het nationale kampioenschap ankerkader 71/2 in de ereklasse.

## Titel
- Nederlands kampioen Ankerkader 45/2: 3e klasse 1921–1922

## Deelname aan Nederlandse kampioenschappen in de Ereklasse
| Nr. | Kampioenschap     | Plaats    | Klassering | Alg. gemiddelde |
| --- | ----------------- | --------- | ---------- | --------------- |
| 1.  | AK 71/2 1934–1935 | Amsterdam | 3e         | 7,10            |
| 2.  | AK 71/2 1935–1936 | Amsterdam | 6e         | 6,08            |
| 3.  | AK 71/2 1937–1938 | Amsterdam | 8e         | 4,73            |